# 廣匯集團
新疆广汇实业投资（集团）有限责任公司（英語：Xinjiang Guanghui Industry Investment Company Limited）簡稱新疆广汇实业投资（集团）和广汇集团，在1989年，由創辦人和董事長孫廣信於總部烏魯木齊創立，其業務在中國和全球經營地產、股权投资、風險投資、金融板塊、能源板塊、汽車貿易、物流和娛樂行業，而上市公司達至4家，首席執行官宋東升。
2017年，被美國財富雜誌獲世界500强排名為495位；2018年，排名為438位；2019年，排名為439位；2020年，排名為443位，以營業額為1889.42亿元人民幣（287.11億美元） 另外，恆大汽車曾持有廣匯實業四成股份，但已經退出，由申能（集团）有限公司接手其持股。

## 連結
- guanghui.com （页面存档备份，存于）